# جون كينيث هافيلاند
جون كينيث هافيلاند (بالإنجليزية: John Kenneth Haviland)‏ هو عسكري أمريكي، ولد في 19 يناير 1921 في ماونت كيسكو في الولايات المتحدة، وتوفي في 1 يوليو 2002 في شارلوتسفيل في الولايات المتحدة.